# Michał Halicz
Michał Halicz, właśc. Leopold Michał Blomberg (ur. 10 października 1888 w Warszawie, zm. 1 marca 1969 w Londynie) – polski aktor kina przedwojennego, zazwyczaj epizodysta.

## Życiorys
Był synem Andrzeja Blomberga i Bronisławy z Mianowskich, bratem aktora Tadeusz Olszy. Szkołę średnią ukończył w Warszawie. W 1905 roku był aresztowany za udział w strajku szkolnym. Walczył w I wojnie światowej.
Zadebiutował w 1919 roku w warszawskim teatrzyku „Qui Pro Quo”. Zazwyczaj grał w programach rewiowo-kabaretowych, lecz również pojawiał się w repertuarze operetkowym. Występował w wielu teatrach: w Teatrze Rozmaitości we Lwowie (1919/20); w warszawskim teatrzyku „Miraż” (1920); Qui Pro Quo (1922, 1925, 1927); „Stańczyku” (1924), w Teatrze Premier pod kier. T.Ortyma; w „Nowościach” (1926, 1931), „Wodewilu”, „Perskim Oku”; w Teatrze Nowym w Poznaniu (1929), „Uśmiechu Warszawy” (1930), „Mignon”; „Morskim Oku” (1931–1933); „Cyganerii” (1933); „Starej Bandzie” (1934/35); „Hollywood” (1935); Teatrze Wielkim (1936–38 repertuar operetkowy).
Występował w wielu polskich filmach. Na początku kariery filmowej grał główne role, później reżyserzy brali go do ról trzecioplanowych i sporadycznie epizodów.
W czasie II wojny światowej był żołnierzem I Dywizji Pancernej.
Po wojnie przebywał na emigracji. W sezonie 1948/49 należał do ZASP-u w Londynie.

## Filmografia
- 1920 – Czaty jako Stefan Cześnikiewicz
- 1921 – Idziem do ciebie, Polsko, matko nasza jako Franek
- 1922 – Krzyk w nocy
- 1922 – Zaraza (1922)
- 1923 – Młodość zwycięża jako Jan Wirski
- 1925 – Jeden z 36 jako porucznik Mikołaj Martynow
- 1927 – Kochanka Szamoty jako współpracownik redakcji
- 1927 – Zew morza jako członek szajki
- 1930 – Janko Muzykant jako kolega z poprawczaka
- 1930 – Na Sybir
- 1931 – Uwiedziona jako kuzyn
- 1931 – Świat bez granic jako Bonar
- 1931 – Niebezpieczny raj jako Ricardo
- 1931 – Dziesięciu z Pawiaka jako rewolucjonista z wąsami
- 1932 – Ułani, ułani, chłopcy malowani
- 1932 – Szyb L-23
- 1932 – Puszcza
- 1932 – Księżna Łowicka
- 1933 – Każdemu wolno kochać jako pielęgniarz
- 1933 – 10% dla mnie

- 1934 – Przeor Kordecki - obrońca Częstochowy
- 1935 – Wacuś jako Cygan
- 1935 – Panienka z poste restante
- 1935 – Dzień wielkiej przygody jako przemytnik
- 1936 – Wierna rzeka
- 1936 – Tajemnica panny Brinx jako komisarz policji
- 1936 – Straszny dwór
- 1936 – Róża
- 1936 – Pan Twardowski jako szlachcic
- 1936 – Mały Marynarz
- 1936 – Jadzia jako robotnik
- 1936 – Barbara Radziwiłłówna
- 1936 – Amerykańska awantura
- 1937 – Znachor jako drab
- 1937 – Ułan księcia Józefa jako szpieg austriacki
- 1937 – Pan redaktor szaleje
- 1937 – Ordynat Michorowski jako robotnik w gorzelni
- 1937 – O czym marzą kobiety jako wspólnik Lewasa
- 1938 – Paweł i Gaweł jako Cygan

## Spektakle teatralne
- 1919 – Tekst pochyłą czcionką, „Qui Pro Quo”
- 1924 – Wesoła śmierć, „Stańczyk”
- 1925 – Pomalutku aż do skutku, „Qui Pro Quo”
- 1930 – Uśmiech Warszawy, „Wesoły Wieczór”
- 1931 – Tęcza nad Warszawą, „Morskie Oko”
- 1931 – Manewry jesienne, „Teatr Nowości”
- 1932 – Przez dziurkę od klucza, „Morskie Oko”
- 1933 – Boccaccio, „Morskie Oko”
- 1933 – Syrena na wędce, „Morskie Oko”
- 1933 – Z pocałowaniem ręki, „Cyganeria Warszawska”
- 1935 – Dziewczyna i hipopotam, „Cyganeria Warszawska”
- 1938 – Ptasznik z Tyrolu